# راديكا مادان
راديكا مادان (بالإنجليزية: Radhika Madan)‏ (ولدت في 1 مايو 1995) ممثلة سينمائية هندية وشخصية تلفزيونية ومدربة رقص سابقة. اشتهرت تلفزيونيا في عام 2014 مع الدراما الرومانسية ميري آشيكي توم سي هاي وسينمائياً في فيلم باتاكاه عام 2018

## وصلات خارجية
- راديكا مادان على موقع IMDb (الإنجليزية)